# Яак Ліпсо
Яак Ліпсо (18 квітня 1940 — 3 березня 2023) — радянський баскетболіст.
Срібний призер Олімпійських Ігор 1964 року, бронзовий призер 1968 року.
Чемпіон світу з баскетболу 1967 року, бронзовий призер 1970 року.
Чемпіон Європи з баскетболу 1963, 1965, 1967 років.